# NGC 15
NGC 15 (ook wel PGC 661, UGC 82, MCG 3-1-27, ZWG 456.35 of NPM1G +21.0004) is een spiraalvormig sterrenstelsel in het sterrenbeeld Pegasus.
NGC 15 werd op 30 oktober 1864 ontdekt door de Duitse astronoom Albert Marth.